# نیروگاه العویر
نیروگاه العویر (به عربی: محطة العویر) (امارات، در حومه شهر دبی، در نزدیکی روستای العویر)، یکی از نیروگاه‌های کشور امارات با ظرفیت تولید بیش از ۳۵۰۰ مگاوات است. ایستگاه H با ظرفیت ۱۸۴۶ مگاوات ساخت زیمنس و با سرمایه‌گذاری شرکت اماراتی DEWA (مخفف Dubai Electricity & Water Authority) است.